# UFC 49
UFC 49: Unfinished Business foi um evento de artes marciais mistas promovido pelo Ultimate Fighting Championship, ocorrido em 21 de agosto de 2004 no MGM Grand Garden Arena em Paradise, Nevada. O evento foi transmitido ao vivo no pay-per-view e depois vendido para DVD.

## Background
O evento apresentava a revanche valendo Cinturão Meio-Pesado do UFC entre Vitor Belfort e Randy Couture, que se enfrentaram no UFC 46 e a luta acabou com uma interrupção.
O evento marcou a última luta de peso-leve, até o UFC 58 em março de 2006.

## Resultados
Nota 1 Pelo Cinturão Meio-Pesado do UFC.